# Черновицкая улица (Львов)
Черновицкая улица — улица в Зализничном районе Львова, соединяет площадь Двирцевую, на которой расположен железнодорожный вокзал Львов-главный со сложным перехрестком из пяти улиц, где кроме Черновицкой пересекаются Городоцкая, Зализнычная, Короткая и Тобилевича. Черновицкая улица играет важнейшую роль в жизни Львова, так как весь городской транспорт, который следуют на Львовский железнодорожный вокзал, едет через Черновицкую улицу.

## История
Улица заложена в 1876 году. На протяжении истории название улицы несколько раз менялось: Цуфарштрассе, Дорога до двирця, Дояздова, Алея маршала Ф. Фоша, Вокзальная, Бангофштрнассе, снова Вокзальная. Современное название связано з Черновицким железнодорожным вокзалом, который когда-то[когда?] находился слева от улицы (теперь на его месте находится Львовский пригородный вокзал). В мае — сентябре 2017 года проходила реконструкция улицы. Также реконструкцию улицы проводили в 2020 году — в рамках реконструкции переложено дорожное полотно, отремонтированы подземные коммуникации, заново переложены трамвайные рельсы.

## Архитектура
На Черновицкой улице нет ни одного жилого здания, но зато здесь есть промышленные постройки австрийского, польского и советского периодов, есть коммерческие здания (магазины, мини-отели, кафе), промышленные здания Львовской железной дороги. Так же по адресу Черновицкая, 4 находиться Центр детского и юношеского творчества Железнодорожного района Львова. За этим же адресом находится храм Святого Великомученика Георгия Победоносца ПЦУ — храм был построен в 2001 году при поддержке начальника Львовской железной дороги Георгия Кирпы.

## Транспорт
Черновицкая улица играет исключительно важную роль в транспортном сообщении Львова, поскольку является единственной улицей, которая соединяет Дворцовую площадь, на которой находится Главный железнодорожный вокзал Львова, с остальными улицами Львова. В 1895 году улицей была проложен участок первой в городе трамвайной линии, которая соединила Львовский вокзал с центром города. С этого времени трамвайное сообщение по улице никогда не прерывалось, менялась только нумерация маршрутов и районы города, с которыми осуществлялось трамвайное сообщение. Также в 1952 году была проложена троллейбусная линия, которая соединила Львовский вокзал с центром города — но она была демонтирована во второй половине 1970-х годов. Таким образом Черновицкая улица единственная в городе, где на протяжении более 20 лет параллельно функционировали трамвайные и троллейбусные маршруты. В 2020 году в рамках капитальной реконструкции улицы трамвайная линия была переложена заново. По состоянию на май 2021 года через Черновицкую улицу курсировали трамвайные маршруты N1, 4, 6.Так же по улице курсирует ряд городских автобусов и так названые «курортные» маршруты автобусов, которые соединяют расположенную на Дворцовой площади АС-8 с курортными городами Львовщины.